# Wilsoniella
Wilsoniella es un género de musgos perteneciente a la amilia Archidiaceae. Comprende 13 especies descritas y de estas, solo 10 aceptadas.

## Taxonomía
El género fue descrito por Johann Karl August Müller y publicado en Botanisches Centralblatt 7: 345. 1881.

## Especies aceptadas
A continuación se brinda un listado de las especies del género Wilsoniella aceptadas hasta febrero de 2015, ordenadas alfabéticamente. Para cada una se indica el nombre binomial seguido del autor, abreviado según las convenciones y usos.
- Wilsoniella blindioides (Broth.) Sainsbury
- Wilsoniella bornensis Broth.
- Wilsoniella crispidens Müll. Hal. ex Broth.
- Wilsoniella decipiens (Mitt.) Alston
- Wilsoniella flaccida (R.S. Williams) Broth.
- Wilsoniella hampeana (Müll. Hal.) E.S. Salmon
- Wilsoniella jardinii Besch.
- Wilsoniella karsteniana Müll. Hal.
- Wilsoniella subvaginans H.A. Crum & Steere
- Wilsoniella tonkinensis Besch.